# Natalja Lvovna Ključarjovová
Natalja Lvovna Ključarjovová (rusky Наталья Львовна Ключарёва; * 1981, Perm, SSSR) je ruská spisovatelka.

## Život a dílo
Natalja Lvovna Ključarjovová vystudovala Filologickou fakultu Jaroslavské státní pedagogické univerzity v Jaroslavli. Po ukončení studia pracovala mj. jako novinářka.
Její literární prvotina, poprvé uveřejněná již časopisecky, byla vydána v Rusku v roce 2007, a to pod názvem Rossija – Obščij vagon. Tato kniha, pojednávající o stavu moderní ruské společnosti, vyšla pak o sedm let později také v českém překladu Jakuba Šedivého.

## České překlady z ruštiny
- Rusko – vagon třetí třídy (orig. Россия: общий вагон). 1. vyd. Praha: Eroika, 2014. 136 S. Překlad: Jakub Šedivý. ISBN 978-80-87409-25-1